# Neuchâtel Université Club Volleyball 2013-2014
Questa voce raccoglie le informazioni riguardanti il Neuchâtel Université Club Volleyball nella stagione 2013-2014.

## Organigramma societario
Area direttiva
- Presidente: Jo Gutknecht

Area tecnica
- Primo allenatore: Florian Steingruber

## Rosa
| N° | Nome              | Ruolo | Data di nascita   | Nazionalità sportiva |
| -- | ----------------- | ----- | ----------------- | -------------------- |
| 1  | Tiffany Owens     | S     | 19 marzo 1989     | Stati Uniti          |
| 2  | Brittney Brimmage | C     | 5 maggio 1990     | Stati Uniti          |
| 3  | Audrey Fragnière  | S/O   | 13 aprile 1993    | Svizzera             |
| 6  | Lorena Zuleta     | C     | 16 gennaio 1981   | Colombia             |
| 7  | Ségolène Girard   | S     | 19 novembre 1995  | Svizzera             |
| 8  | Julia Petrachenko | S     | 20 aprile 1997    | Svizzera             |
| 9  | Tabea Daillard    | L     | 18 luglio 1994    | Svizzera             |
| 10 | Diva Boketsu      | C     | 8 agosto 1987     | Svizzera             |
| 11 | Mandy Wigger      | S/O   | 4 maggio 1987     | Svizzera             |
| 12 | Ashley Lee        | P     | 5 novembre 1989   | Stati Uniti          |
| 13 | Carole Trösch     | C     | 20 dicembre 1995  | Svizzera             |
| 14 | Lara Lugli        | S     | 11 marzo 1980     | Italia               |
| 15 | Laura Girolami    | L     | 20 settembre 1986 | Svizzera             |
| 17 | Fabia Gnädinger   | P     | 27 agosto 1988    | Svizzera             |